# Samuel de Zee's hof
Samuel de Zee's hof is een hofje in de Nederlandse stad Leiden. Het hofje is gesticht in 1723 voor armlastige familieleden. Het complex bestaat uit 21 woningen en ligt aan de Samuel de Zee's hof. De ingang van het hofje bevindt zich aan de Doezastraat tussen huisnummers 14 en 18 en bevat de tekst: "Geeft god alleen de eer voor goede dognie rijke neeven ende nigten deed Samuel de Zee dit bij sijn leeven stigten, 1723". Na de ingang bevindt zich een poort met de tekst: "Dus was mijn sin: Een yder praat na syn begrip ~ maer soo t niet staat tot uw genoegen blyft dan buyten k kan met myn poort uw mond niet sluyten 1723 ~".
In 1743 vond een uitbreiding plaats waardoor er twee binnenpleintjes ontstonden met in het midden een regentenkamer. Deze regentenkamer is later als school gebruikt en werd in 1883 verbouwd tot woningen. In 1982 is het hofje gerestaureerd.
Het heeft de status rijksmonument en is inschreven onder nummer 24665 in het monumentenregister.

## Foto's

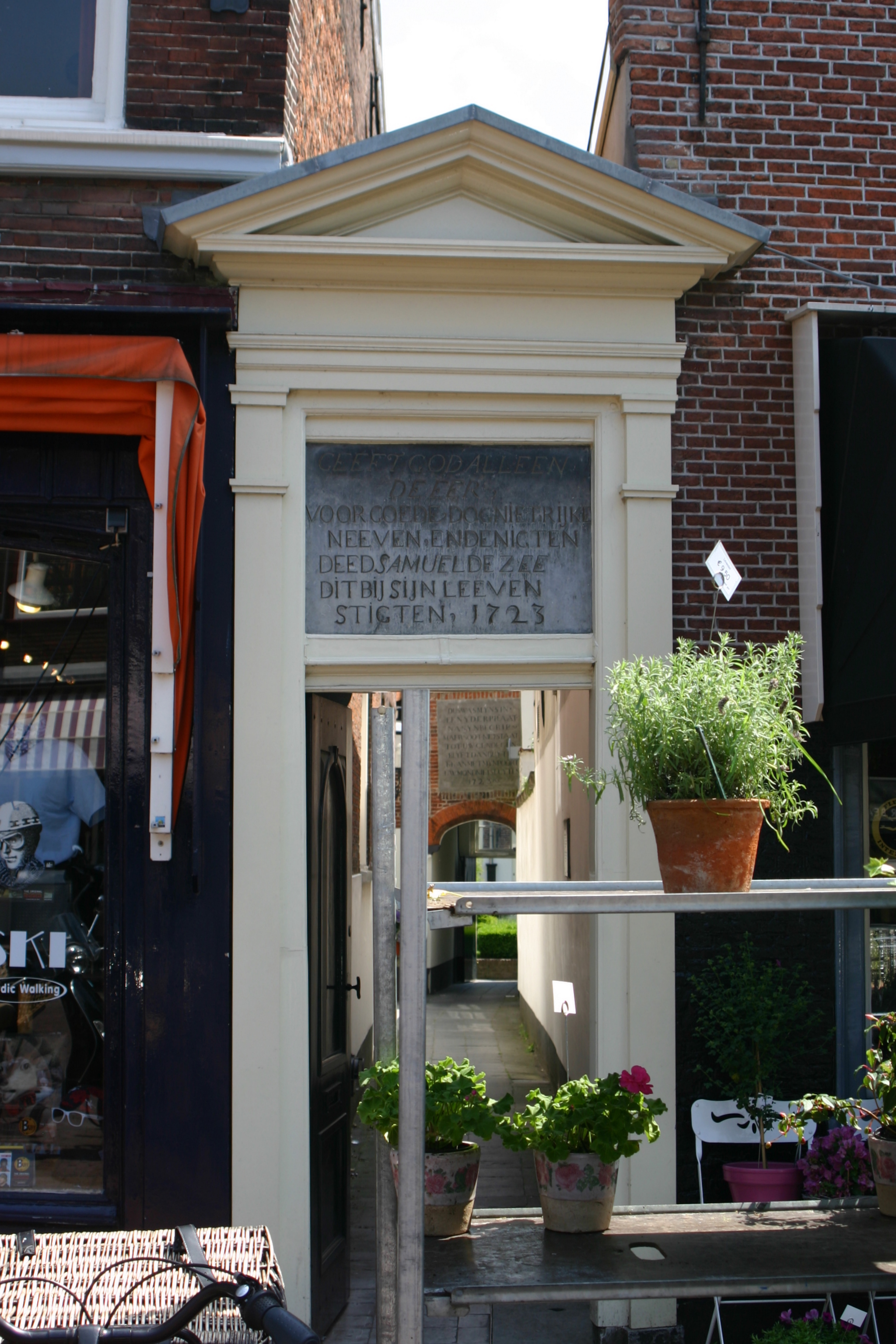
Ingang aan de Doezastraat tussen 14-18
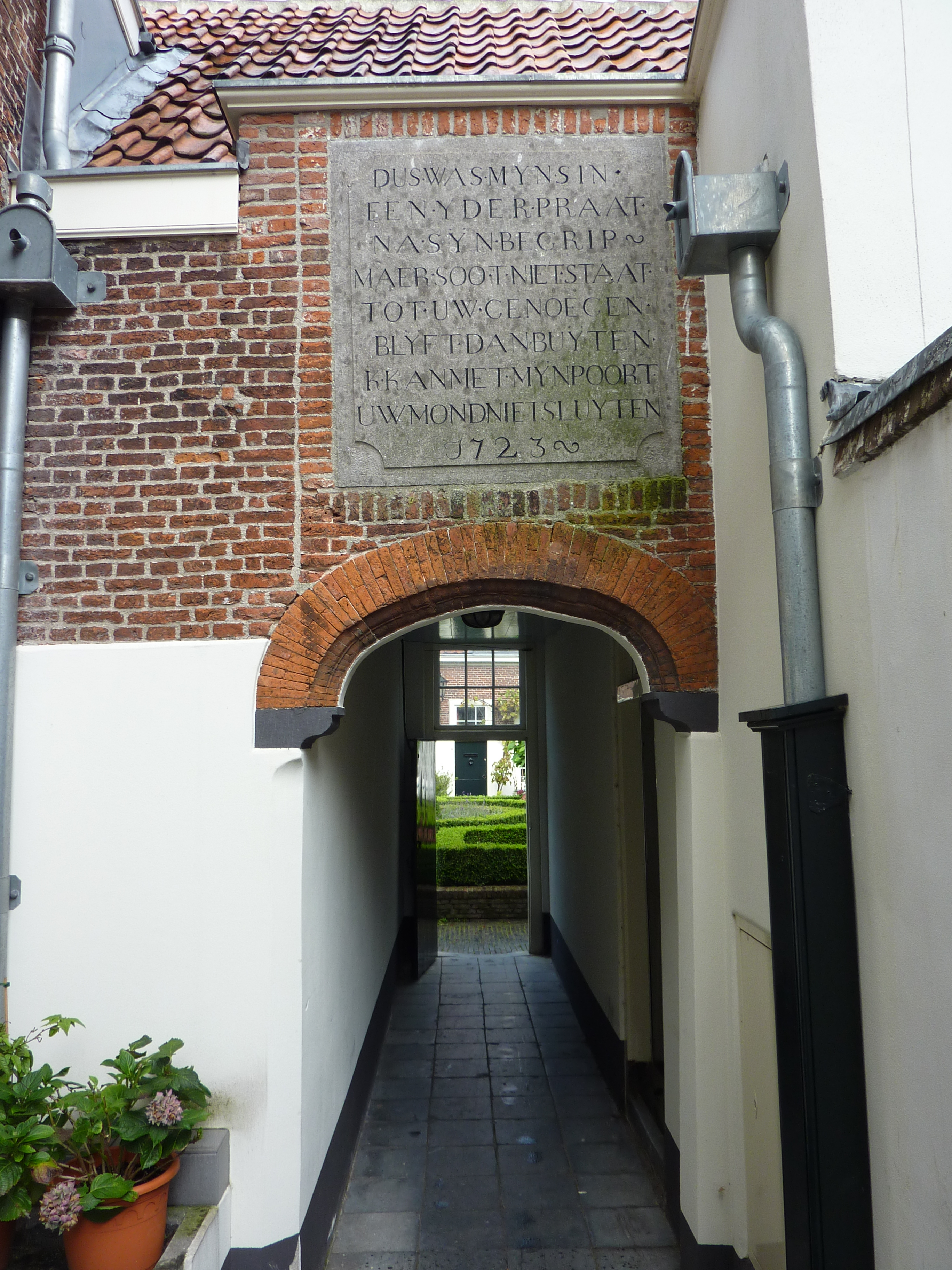
Steen met poort
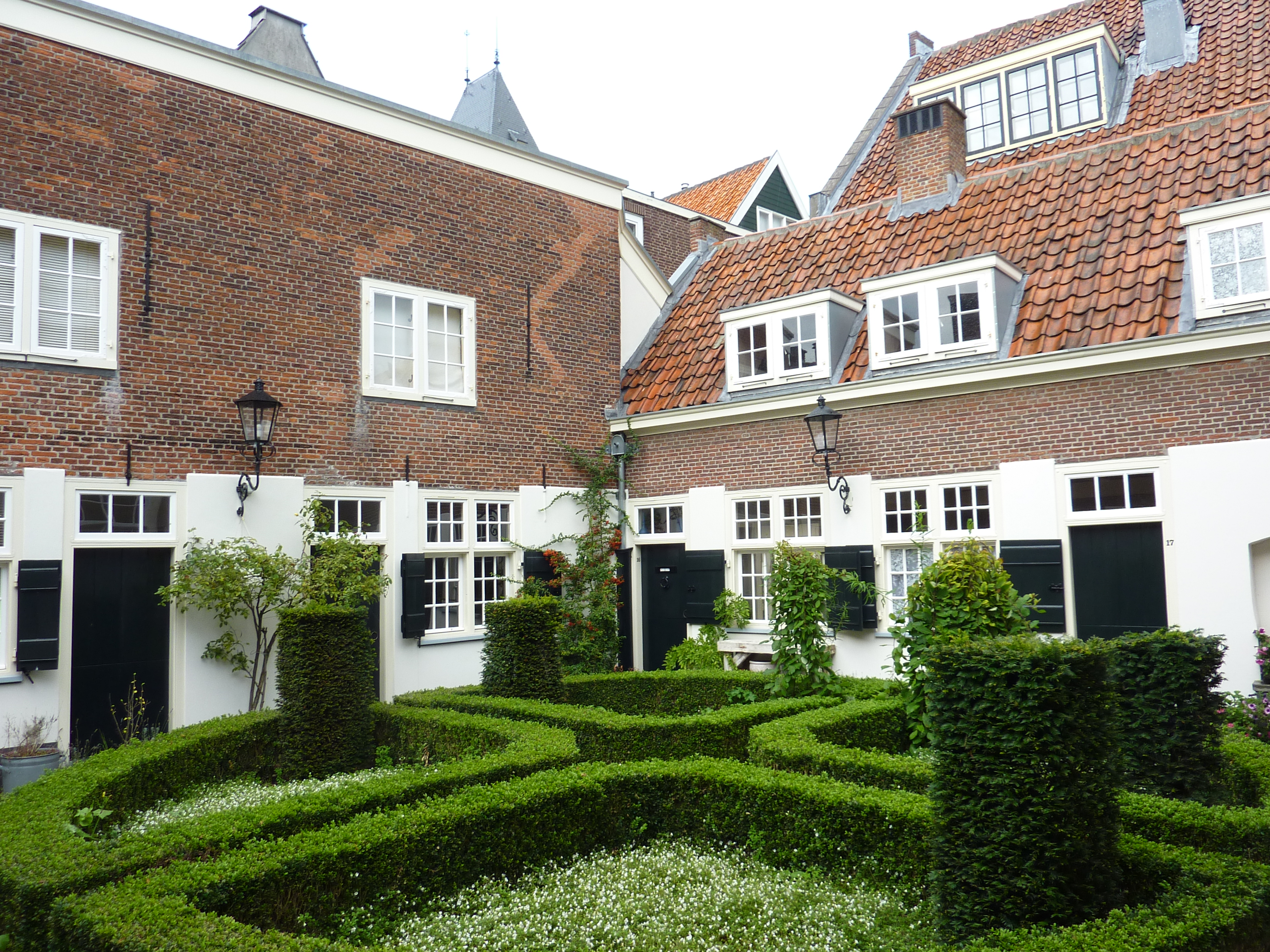
Tweede binnenpleintje

Barend van Namenhof ·
Bethaniënhof ·
Bethlehemshof ·
Brouchovenhof ·
Cathrijn Jacobsdochterhof ·
Cathrijn Maartensdochterhof ·
Coninckshof ·
Eva van Hoogeveenshof ·
François Houttijnshof ·
Groeneveldstichting ·
Groot Sionshof ·
Heiligen Geest- of Cornelis Spronghof ·
Jan de Laterehof ·
Jan Pesijnhof ·
Jean Michelhof ·
Jeruzalemhof ·
Joost Frans van de Lindenhof ·
Juffrouw Maashof ·
Justus Carelhuis ·
Klein Sionshof ·
Meermansburg ·
Mierennesthof ·
Pieter Gerritz. van der Speckhof ·
Pieter Loridanshof ·
Samuel de Zeehof ·
Schachtenhof ·
Sint Anna Aalmoeshuis ·
Sint Annahof of Joostenpoort ·
Sint Elisabethgasthuishof ·
Sint Jacobs- of Crayenboschhof ·
Sint Janshof ·
Sint Salvatorhof ·
Sint Stevenshof ·
Tevelingshof ·
Van Assendelftshof